# Krasnoje Sieło (obwód wołogodzki)
Krasnoje Sieło (ros. Красное Село) – wieś w Rosji, w rejonie kiczmiengsko-gorodieckim obwodu wołogodzkiego. W 2002 r. liczyła 6 mieszkańców, a w 2010 r. zamieszkiwały ją 4 osoby.